# Thomasomys notatus
Thomasomys notatus es una especie de roedor de la familia Cricetidae.

## Distribución geográfica
Se encuentra en Perú.